# جن‌زده (فیلم ۱۹۹۵)
جن‌زده (به انگلیسی: Haunted) فیلمی محصول سال ۱۹۹۵ و به کارگردانی لوئیس گیلبرت است. در این فیلم بازیگرانی همچون آیدان کوئین، کیت بکینسیل، آنتونی اندروز، جان گیلگد، آنا مسی، ویکتوریا شالت، جرالدین سامرویل، لیندا باست و لیز اسمیت ایفای نقش کرده‌اند.